# 舜化贞
舜化贞（877年—902年），又作舜化真、舜化，隆舜之子，南诏第三代皇帝，897年至902年在位，谥孝哀皇帝。

## 生平
897年，隆舜被其属下杨登（一说杨定、赵登）谋杀，其子舜化贞即位，改元中兴。899年，立五学教主，诛杨登，族灭其家。清平官郑买嗣专权，舜化贞要和唐朝和解，遣使至黎州与唐朝修好，唐昭宗不许。以中原乱起，不再与唐朝通往来。902年，舜化贞去世，一说被郑买嗣暗害。郑买嗣杀死舜化贞八个月的儿子及蒙氏王室、亲族800余人，郑买嗣自立称帝，改国号为大长和。南诏灭亡。

## 年号
- 中兴：897年－902年